# The Dream Chapter: Magic
The Dream Chapter: Magic (kor. 꿈의 장: MAGIC) – pierwszy album studyjny południowokoreańskiej grupy TXT, wydany 21 października 2019 roku przez wytwórnię Big Hit Entertainment. Płytę promował singel „Run Away” (kor. 9와 4분의 3 승강장에서 너를 기다려 (Run Away)). Album ukazał się w dwóch wersjach fizycznych („Arcadia” i „Sanctuary”).

## Tło
The Dream Chapter: Magic to pierwszy album studyjny zespołu. Jest kontynuacją debiutanckiego minialbumu The Dream Chapter: Star wydanego w marcu 2019 roku. 1 października w serwisie YouTube pojawił się zwiastun, w którym ogłoszono, że zespół wyda swój pierwszy pełny album 21 października. Pierwszy oficjalny zwiastun konceptu albumu został wydany 3 października. Łączy dwuwymiarową grafikę z dynamicznym występem grupy i projekcją przestrzenną obrazu (ang. Projection Mapping), aby utworzyć tajemniczą atmosferę. Po wydaniu zwiastuna wytwórnia wydała dwa zestawy zdjęć koncepcyjnych: „Sanctuary” i „Arcadia”. Wersja Sanctuary” została wydana 7 października wraz z tablicą inspiracji przedstawiającą chłopców w szkole. Wersja „Arcadia”, wydana dzień później, przedstawiała mroczniejszy motyw. 11 października ukazała się lista utworów pełnego albumu wraz z jego okładką. 17 października na oficjalnej stronie internetowej grupy ukazał się drugi zwiastun albumu, w którym ujawniono główny singel „9 and Three Quarters (Run Away)” (kor. 9와 4분의 3 승강장에서 너를 기다려 (Run Away)) i pokazano fragment choreografii. Dzień później zespół opublikował podgląd filmu na swojej oficjalnej stronie internetowej. 21 października album został wydany w wersji fizycznej i cyfrowej, wraz z teledyskiem do głównego singla.
Od 13 do 16 listopada ukazywały się indywidualne zwiastuny dla każdego z członków (Soobina, Yeonjuna, Beomgyu, Taehyuna, Huening Kaia) do teledysku akustycznego popowego utworu „Magic Island”. Oficjalny teledysk ukazał się 17 listopada. 27 listopada ukazały się indywidualne zwiastuny do teledysku „Angel or Devil”, który został opublikowany dzień później.

## Lista utworów
| CD | CD | CD | CD                     | CD      |
| Nr | Tytuł utworu | Tekst & muzyka | Muzyka                 | Długość |
| -- | --- | --- | ---------------------- | ------- |
| 1. | „New Rules” | Supreme Boi, EL CAPITXN, Daniel Caesar, Ludwig Lindell, Jordan “DJ Swivel” Young, Candace Nicole Sosa, Max Lynedoch Graham, Matt Thomson, Wilhelm Börjesson, danke | Supreme Boi            | 2:54    |
| 2. | „9-wa 4-bunui 3 seunggangjangeseo neoreul gidaryeo (Run Away)” (kor. 9와 4분의 3 승강장에서 너를 기다려 (Run Away), ang. 9 and Three Quarters (Run Away)) | "hitman" bang, Supreme Boi, Slow Rabbit, Melanie Joy Fontana, Michel 'Lindgren' Schulz, Andreas Carlsson, Pauline Skött, Peter St. James                           | Slow Rabbit            | 3:31    |
| 3. | „Ganjireowo (Roller Coaster)” (kor. 간지러워 (Roller Coaster))                                                                                            | "hitman" bang, Supreme Boi, Sam Klempner, Jacob Attwooll, Slow Rabbit, ADORA, Huening Kai, EL CAPITXN, 정바비                                                      | Sam Klempner           | 3:34    |
| 4. | „Poppin' Star” | "hitman" bang, Shae Jacobs, Lauren Amber Aquilina, ADORA, 정수경, Song Jae-kyung                                                                                   | Shae Jacobs            | 3:13    |
| 5. | „Geunyang goemuleul sallyeodumyeon an doeneun geolkka” (kor. 그냥 괴물을 살려두면 안 되는 걸까, ang. Can't We Just Leave the Monster Alive?)              | "hitman" bang, Wonderkid, Shin Kung, Melanie Joy Fontana, Michel 'Lindgren' Schulz, ADORA, Joni, 정수경                                                            | Wonderkid, Shin Kung   | 3:50    |
| 6. | „Magic Island” | "hitman" bang, Supreme Boi, Slow Rabbit, Peter Thomas, Jake Torrey, Song Jae-kyung, Joni, GHSTLOOP                                                                 | Peter Thomas           | 3:12    |
| 7. | „20cm” | "hitman" bang, Supreme Boi, Jordan Kyle, Shin Hyuk, Jayrah Gibson, danke, ADORA, Hiss noise, 정바비, Joni                                                          | Jordan Kyle, Shin Hyuk | 3:37    |
| 8. | „Angel or Devil” | "hitman" bang, Supreme Boi, Pdogg, Slow Rabbit, Melanie Joy Fontana, Michel 'Lindgren' Schulz, Peter Ibsen, Naitumela Masuku                                       | Pdogg, Slow Rabbit     | 3:52    |

## Notowania
| Lista                              | Pozycja |
| ---------------------------------- | ------- |
| Australian Digital Albums (ARIA)   | 22      |
| Belgian Albums (Ultratop Flanders) | 125     |
| French Digital Albums (SNEP)       | 39      |
| Gaon Weekly Album Chart            | 1       |
| Five Music (Tajwan)                | 3       |
| Oricon Album Chart                 | 11      |
| UK Digital Albums (OCC)            | 29      |
| US World Albums (Billboard)        | 3       |

## Sprzedaż
| Kraj                | Sprzedaż |
| ------------------- | -------- |
| Japonia             | 20 119+  |
| Korea Południowa    | 225 880  |
| USA (Nielsen Music) | 2000     |